# 대구MBC 특급작전
대구MBC 특급작전은 대구MBC 표준FM(대구, 경북권 FM 96.5MHz, 김천 FM 98.7MHz, 와룡산 FM 100.3MHz, AM 810kHz)에서 평일은 저녁 6시 15분부터 밤 8시까지, 주말은 저녁 6시 5분부터 밤 8시까지 방송됐던 대구·경북 지역의 퇴근길 라디오 프로그램이다. 2020년 10월 4일 자로 25년만에 폐지되었다.

## 코너소개
이지아, 서상국의 특급작전은 매일, 요일별로 다양한 코너로 구성되어 있다.

### 매일
- 특급 일기
  - 일기 콩트와 퀴즈

### 월요일
- 사투리 퀴즈, 맞다 아이가 with 박지민 리포터
  - 퀴즈로 풀어보는 우리 지역 방언
- 알랑가 몰라 with 최선아 리포터
  - 지역 곳곳에서 일어나고 있는 숨은 정보, 이벤트 소개
- 미술이 먼데이
  - 정효찬 선생님과 함께 하는 재미있는 미술 이야기

### 화요일
- 앉아서 지구 한바퀴 with 홍아영 리포터
  - 지구촌 곳곳의 재미난 뉴스, 화제 소개
- 내 같으며는... with 나유선
  - 최근 이슈가 나의 일이라면 당신의 선택은?
- 김중기의 영화 이야기 with 김중기 문화공간 필름통 대표
  - 최근 이슈에 꼭 맞는 영화와 그 뒷 이야기

### 수요일
- 사랑 나누기 with 심영은 리포터
  - 심영은 리포터와 함께 어려운 이웃들을 만나고 마음을 나누는 시간
- 뭐시 핫한디? with 김묘선 MC
  - 가장 핫한 젊은 가수, 아이돌, 노래, FM모닝쇼 김묘선 MC가 소개합니다.
- 아는 만큼 보인다 with 김정자 문화해설사
  - 우리 지역의 문화유산과 그에 얽힌 이야기

### 목요일
- 키워드 세상 보기 with 최선아 리포터
  - 이슈가 되고있는 키워드로 요즘 세상을 다시 바라보기
- 특급 운빨테스트 잘 찍어야 잘 산다 with 박지민 리포터
  - 청취자들과 함께 풀어보는 운빨퀴즈
- 떴다 강이장 with 희망토 농장 강영수 이장
  - 도시농업과 좋은 먹거리, 자연과 함께 살아가는 이야기

### 금요일
- 미디어 비평
  - 미디어오늘 금준경 기자와 함께 알아보는 한주의 미디어 관련 소식
- 특급 休~ with 홍아영 리포터
  - 볼만한 문화공연 소개 및 현장 탐방
- 행복한 책읽기
  - 오은지(도서출판 한티재 대표), 김용운(경북대학교 출판부 편집실장)과 함께 하는 좋은 책 한권 읽기

### 토요일
- 지금 그곳에 가면 with 최선아 리포터
  - 지역의 숨은 핫 플레이스와 행사 소개
- 영화와 함께 떠나다 with 이진이 작가
  - 영화 속 명소로 떠나는 여행
- 골디자키 이대희의 가요열전 with 이대희 DJ
  - 우리 대중음악사에 길이 남을 음악과 명곡, 그 뒷 이야기

### 일요일
- 내 맘대로 차트 with 박지민 리포터
- 세상돋보기, 이번 주 뭐꼬?
  - 한주 동안 이슈가 된 시사 현안 다시 보기
- 이창원의 별잇수다 with 인디053 이창원 대표
  - 별의별 세상이야기와 주목할 신곡 소개

## 역대 DJ
- 이지아, 서상국
- 주상철, 김영주
- 주상철, 김묘선
- 주상철, 이지아
- 지동춘, 이지아
- 권태근, 이지아
- 서상국, 이지아
- 서상국, 김소영
- 이지아, 정상빈
- 이지아, 이동훈

## 같이 보기
- 대구문화방송
- MBC 표준FM
- 특급작전